# Bahnhof Pritzwalk
Der Bahnhof Pritzwalk ist ein Nebenbahnknotenpunkt in der gleichnamigen Stadt in Brandenburg. Seine Anlagen wurden im Jahr 1945 bei der Explosion eines Munitionszuges zerstört und anschließend neu aufgebaut. Sein Anfang der 1950er Jahre erbautes neues Empfangsgebäude steht unter Denkmalschutz, ebenso ein Ende der 1930er Jahre erbauter Eisenbahnwasserturm, der frühere Lokomotivschuppen der Ostprignitzer Kreisbahnen und ein Denkmal für die Opfer der Explosion im Jahr 1945.

## Lage
Der Bahnhof liegt in der Stadt Pritzwalk im Landkreis Prignitz im Norden des Landes Brandenburg etwas südlich des Stadtzentrums. Der Bahnhof ist in Ost-West-Richtung angelegt und folgt damit der Orientierung der Strecke von Wittenberge zur mecklenburgischen Grenze bei Buschhof, der ersten Bahnstrecke, an die Pritzwalk angeschlossen war. Auf der Westseite des Bahnhofs mündet aus Richtung Süden die Strecke aus Neustadt (Dosse), die ihn an der Ostseite Richtung Norden wieder verlässt. Die Bahnstrecke Pritzwalk–Suckow beginnt im Bahnhof und verläuft zunächst Richtung Westen parallel zur Strecke aus Wittenberge, um sich anschließend nach Nordwesten zu wenden.

## Geschichte

### Entwicklung zum Eisenbahnknotenpunkt
Die Prignitz war bereits seit 1846 mit der Bahnstrecke Berlin–Hamburg an das Bahnnetz angeschlossen, jedoch zog sich danach die weitere Erschließung des nördlichen Teils der Region lange hin. 1881 erhielt Perleberg von Wittenberge aus Bahnanschluss. Zur Anbindung auch von Pritzwalk gründete sich ein örtliches Komitee unter Leitung von Eugen Gans zu Putlitz, dass sich 1883 den Status als Prignitzer (Aktien-) Eisenbahn-Gesellschaft geben konnte. Am 15. August 1884 wurde mit dem Bau begonnen, am 10. Februar 1885 fuhren die ersten Güterzüge zwischen Perleberg und Pritzwalk. Am 31. Mai 1885 nahm die Gesellschaft die Strecke von Perleberg über Pritzwalk nach Wittstock/Dosse in Betrieb. Für die Nord-Süd-Strecke nach Meyenburg und Neustadt (Dosse) erhielt die Gesellschaft keine Konzession, da der preußische Staat die Strecke selbst bauen wollte. Am 11. Dezember 1887 war die Bahnstrecke aus Neustadt (Dosse) über Pritzwalk zur Landesgrenze bei Meyenburg durch die Preußischen Staatsbahnen eröffnet worden. In Meyenburg bestand Anschluss an eine weiterführende Strecke nach Mecklenburg. Die Staatsbahn übernahm in der Folge auch die Betriebsführung im Bahnhof Pritzwalk.

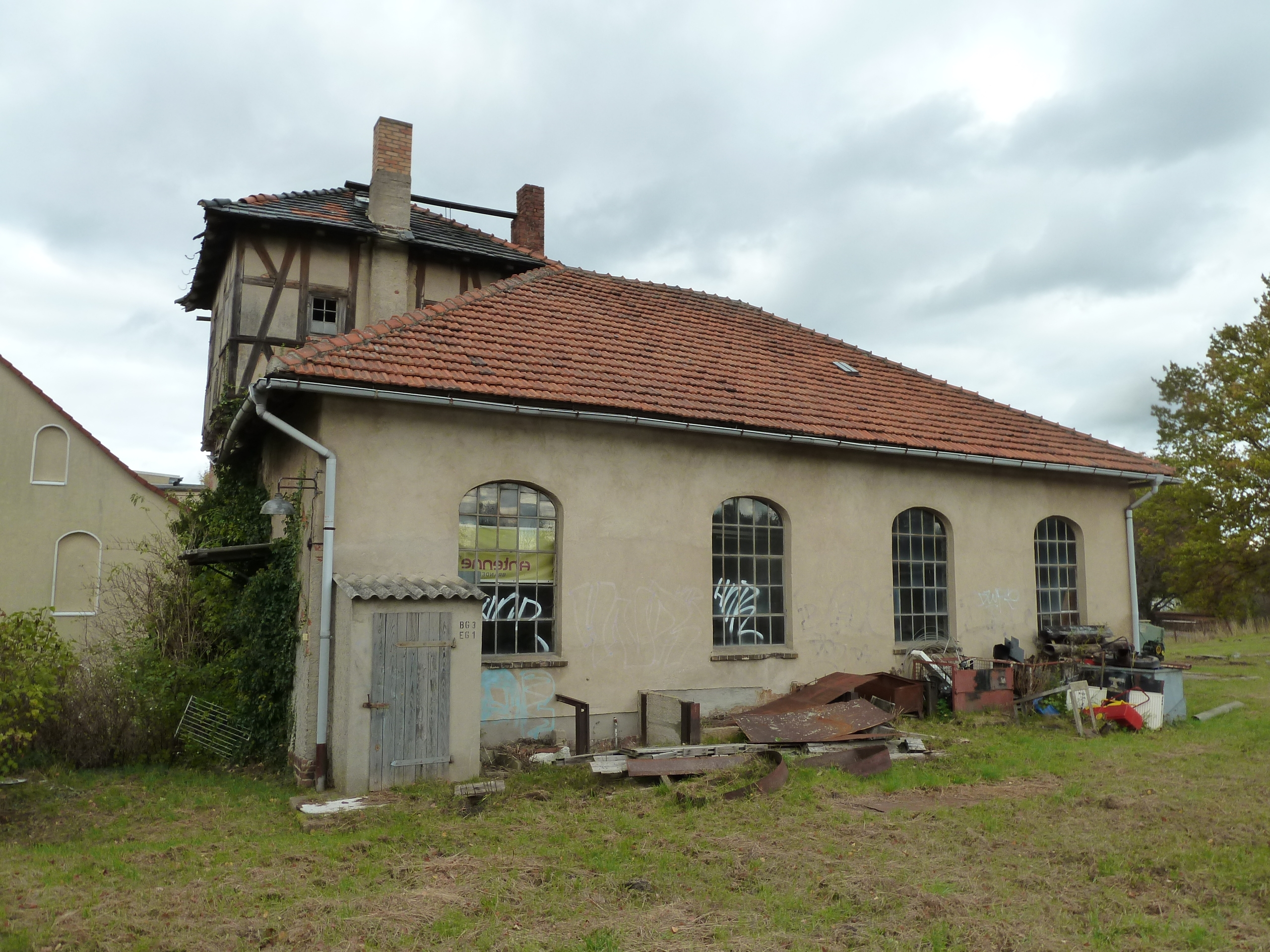
Von den Anlagen der 1909 eröffneten und 1969 stillgelegten Schmalspurbahn ist der Lokschuppen erhalten geblieben und steht unter Denkmalschutz.

1896 folgte die Bahnstrecke Pritzwalk–Suckow, eine Kleinbahn der Ostprignitzer Kreisbahnen.
1897 ging die Verlängerung der Strecke aus Pritzwalk in Wittstock zur mecklenburgischen Landesgrenze bei Buschhof in Betrieb, die Züge fuhren dort über die Strecke der Mecklenburgischen Friedrich-Wilhelm-Eisenbahn-Gesellschaft weiter bis Neustrelitz.
Schließlich erhielt Pritzwalk im Jahr 1909 Anschluss an eine Schmalspurstrecke der Ostprignitzer Kreisbahnen aus Richtung Lindenberg.
Bei allen Strecken, die den Bahnhof berührten, handelte es sich um Nebenbahnen. Entsprechend verbanden die meisten Personenzüge die Stadt nur mit den Knotenbahnhöfen in der Umgebung. Auch wenn es an der Landesgrenze zu Mecklenburg formal unterschiedliche Strecken (und in Richtung Neustrelitz lange Zeit unterschiedliche Betreiber) waren, endeten die Züge dort in der Regel nicht, sondern fuhren bis Neustrelitz bzw. über Karow nach Wismar oder Güstrow durch. In Richtung Parchim gab es erst in den 1930er Jahren durchgehende Züge, bis dahin musste in Suckow umgestiegen werden.
1941 wurde die Prignitzer Eisenbahn AG verstaatlicht, so dass auch die Ost-West-Strecke von der Deutschen Reichsbahn betrieben wurde.

### Zerstörung und Wiederaufbau

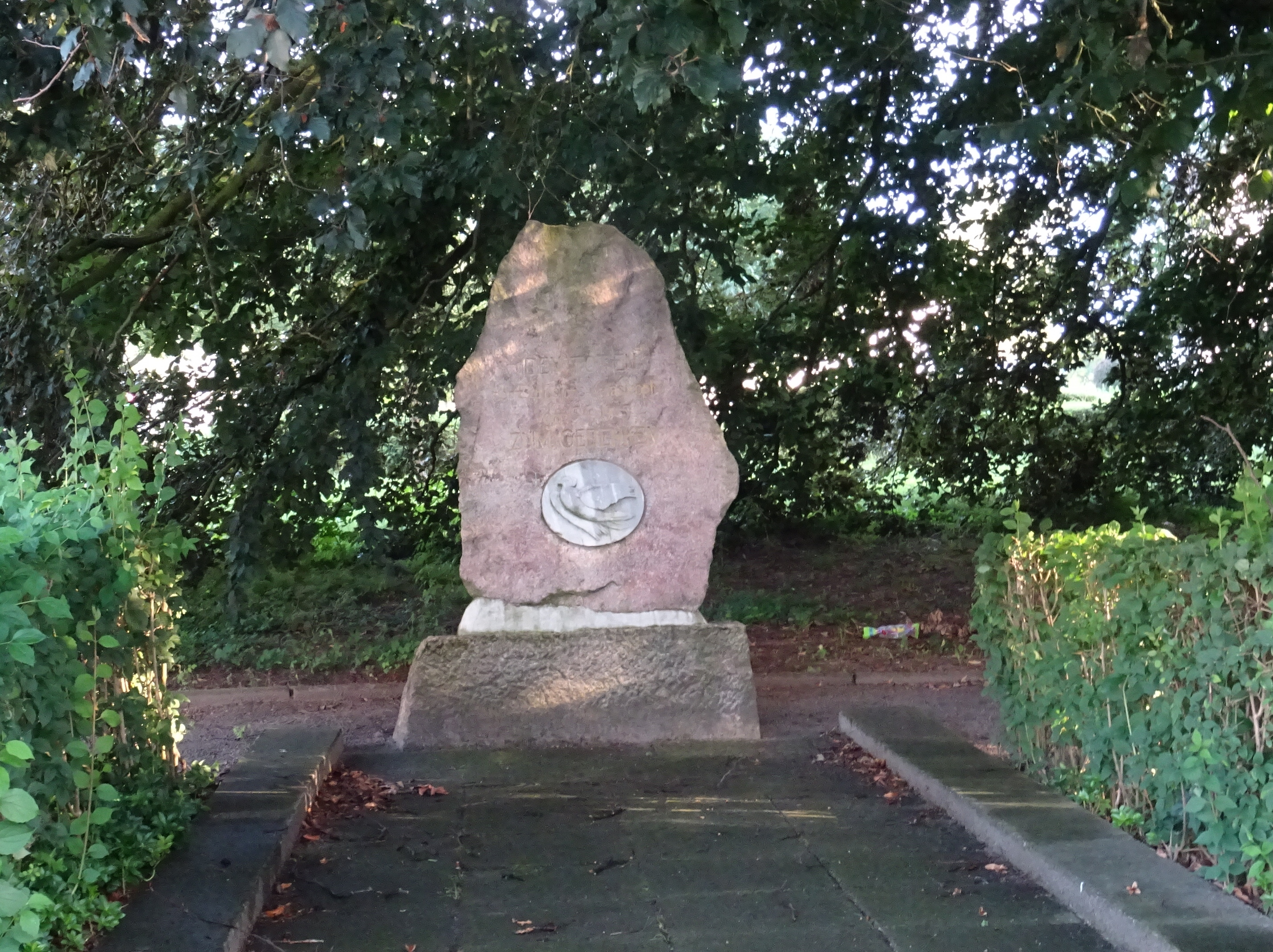
Gedenkstein für die Opfer der Explosion 1945

Ende des Zweiten Weltkriegs wurde der Bahnhof zerstört. Am 15. April 1945 traf eine Bombe einen im Bahnhof abgestellten Munitionszug, der daraufhin explodierte. Ein Wagen flog durch die Luft und schlug in ein Kino gegenüber dem Bahnhof ein, in dem gerade der Film „Es fing so harmlos an“ lief. Über 100 Menschen kamen dabei ums Leben. Anstelle des Bahnhofsgebäudes war nur noch ein Krater vorhanden.
Nach dem Zweiten Weltkrieg begann der Wiederaufbau der Anlagen. Während die Pritzwalk direkt berührenden Strecken kaum von den Reparationsleistungen an die Sowjetunion betroffen waren, wurde die anschließende Strecke von Suckow nach Parchim 1947 demontiert. Die früheren Kreisbahnstrecken wurden von der Deutschen Reichsbahn übernommen. Das neue, repräsentative Empfangsgebäude wurde 1955 eröffnet.

### Der Bahnhof 1950–1990
Die Bedeutung des Bahnhofs für den Güterverkehr wuchs. Grund dafür war, dass die Hauptbahnstrecken der Region aufgrund von Reparationsleistungen nur noch eingleisig oder wie die Strecke von Neustrelitz nach Rostock ganz demontiert worden waren. Demzufolge nahmen eine Reihe von schweren Durchgangsgüterzügen den Weg über Pritzwalk.
Das Personenverkehrsangebot blieb dagegen auf allen Pritzwalk berührenden Strecke mäßig. Im Jahr 1960 fuhren in alle sechs Richtungen von Pritzwalk aus etwa je fünf Zugpaare am Tag. Zeitweise verkehrte in der Sommersaison bis Anfang der 1980er Jahre ein Schnellzugpaar in Richtung Güstrow und Rostock.
Der Verkehr auf der Schmalspurbahn endete im Jahr 1969, anschließend wurde die Strecke demontiert. Von Mesendorf, etwa zehn Kilometer südlich von Pritzwalk, bis Lindenberg wurde die Strecke nach dem Jahr 2000 als Museumsbahn wieder aufgebaut. Zwischen Putlitz, Porep und Suckow endete 1980 der Verkehr. 1990 fuhren von Pritzwalk aus werktags acht Zugpaare nach Neustadt (Dosse), fünf nach Putlitz, neun nach Wittstock, sechs nach Meyenburg und sieben nach Perleberg, am Wochenende einige weniger.

### Entwicklung nach 1990

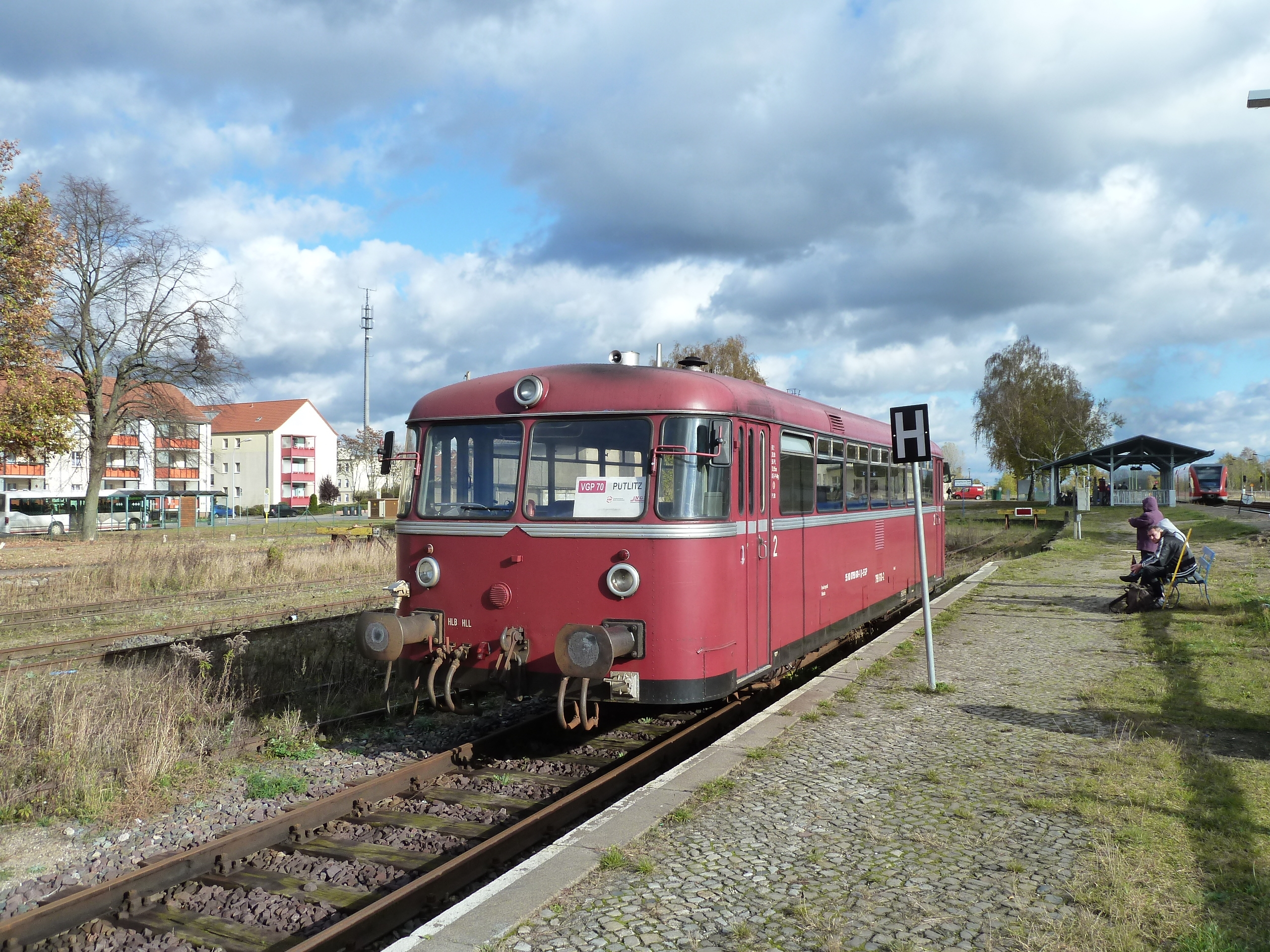
Uerdinger Schienenbus mit einem Zug nach Putlitz (2012)

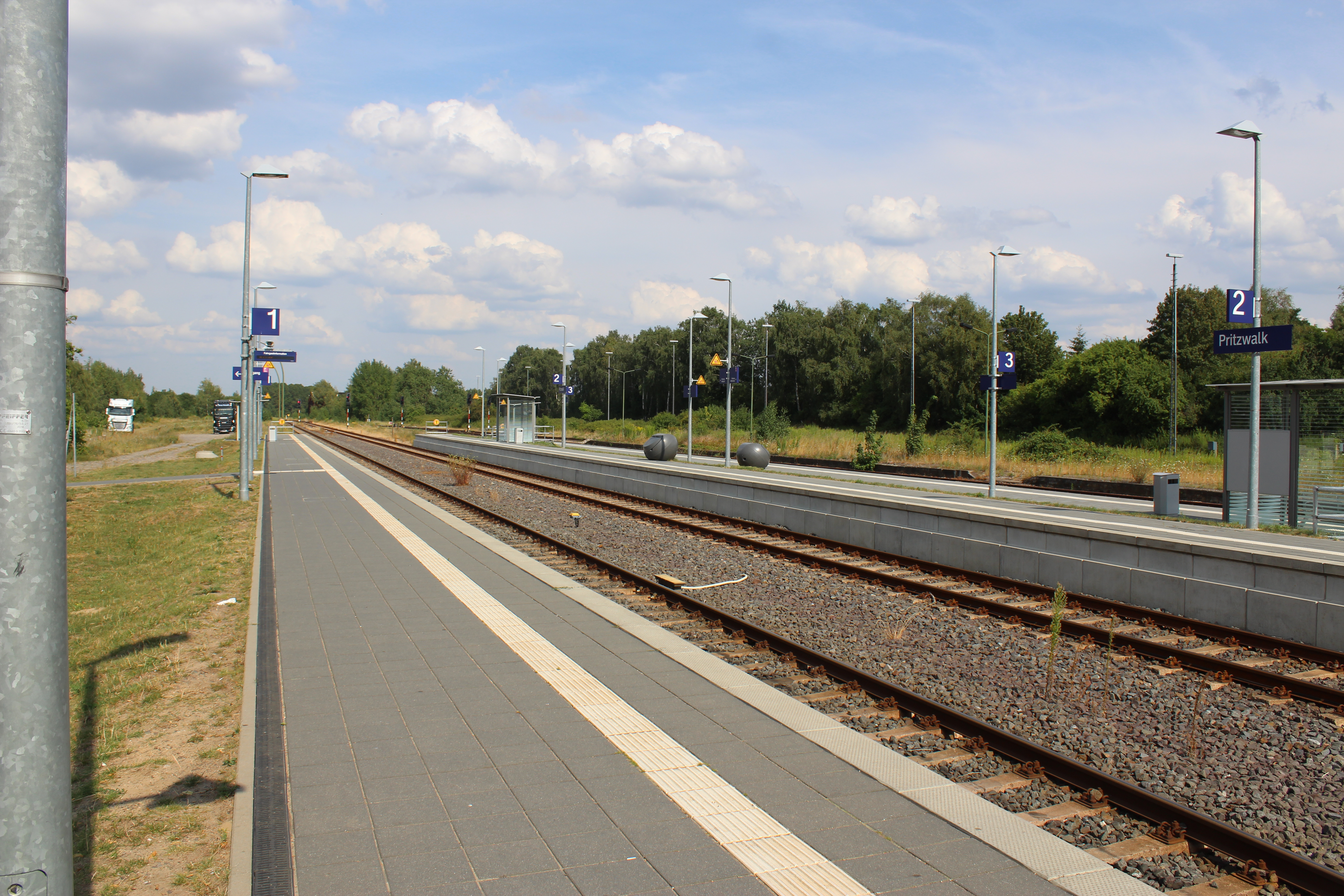
Bahnsteige nach der Modernisierung (2019)

Nach der Wende in der DDR änderte sich sowohl die Angebots- als auch die Nachfragesituation. Das Angebot im Personenverkehr wurde in den 1990er Jahren auf allen Strecken vertaktet, so dass in alle Richtungen zunächst ein Zweistundentakt angeboten wurde. 1994 wurde der Ausbau der Verbindung von Wittenberge über Pritzwalk, Neuruppin, Velten nach Hennigsdorf im Rahmen des Projektes Prignitz-Express beschlossen und ab 1997 schrittweise in Angriff genommen. Dies geschah teilweise auf Kosten des Verkehrs auf den anderen Strecken der Umgebung. 1998 wurde der Verkehr zwischen Wittstock und Mirow eingestellt, auch die Verbindungen in Richtung Meyenburg, Neustadt und Putlitz galten als einstellungsbedroht. Zur Rettung dieser Strecken gründete sich 1996 die Prignitzer Eisenbahn GmbH (PEG) und übernahm zunächst den Verkehr in Richtung Putlitz, 1998 auch in Richtung Neustadt (Dosse) sowie Meyenburg–Güstrow. Später übernahm die PEG auch die Infrastruktur dieser Strecken. Die Infrastruktursparte der PEG wurde 2013 an die RegioInfra Nordost (RiN) übergeben; die Ost-West-Strecke und damit der größte Teil des Bahnhofs Pritzwalk wird allerdings weiterhin von DB Netz betrieben.
Der Verkehr nördlich von Meyenburg wurde im Jahr 2000 durch das Land Mecklenburg-Vorpommern abbestellt. Im Jahr 2006 wurde der Verkehr in Richtung Putlitz vom Land Brandenburg abbestellt. Von 2007 bis 2016 betrieb der Putlitz-Pritzwalker Eisenbahnförderverein e. V. aus Mitteln für den Busverkehr ein Rumpfangebot für den Zugverkehr auf dieser Strecke mit fünf Zugpaaren montags bis freitags. 2012 wurde der Verkehr in Richtung Neustadt (Dosse) wie auch Meyenburg stark ausgedünnt. Zwischen Pritzwalk und Kyritz fuhren seitdem nur noch zwei (am Wochenende drei), nach Meyenburg fünf (am Wochenende drei) Zugpaare am Tag. Betreiber des Verkehrs ist die von früheren PEG-Mitarbeitern gegründete Eisenbahngesellschaft Potsdam, deren Personenverkehrssparte 2014 unter dem Namen Hanseatische Eisenbahn GmbH ausgegliedert worden war. 2019 wurde das Angebot zwischen Pritzwalk und Kyritz (RB 73) auf vier Zugpaare montags bis freitags erhöht, das Angebot nach Meyenburg (RB 74) wurde beibehalten. Die von DB Regio Nordost betriebene Linie RE 6 von Wittenberge über Pritzwalk, Wittstock, Neuruppin, Hennigsdorf, Berlin-Spandau nach Berlin-Charlottenburg verkehrt im Stundentakt. Die RB 73 und RB 74 waren im Entwurf das Landesnahverkehrsplans 2022 in ihrer bestehenden Form nicht mehr enthalten. Am 21. September 2022 einigten sich die Länder Brandenburg und Mecklenburg-Vorpommern auf die Fortführung der Verkehre bis Dezember 2025. In der Zwischenzeit soll ein Gutachten zum weiteren Ausbau der Verkehre in Auftrag gegeben werden.
Im Herbst 2022 begannen Umbauarbeiten im Bahnhofsbereich. Die Gleisanlagen und die Sicherungstechnik wurden während einer mehrwöchigen Vollsperrung umgestaltet. Der geplante Anschluss des Bahnhofs an einen elektronisches Stellwerk kam nicht zustande und sollte bei einer erneuten Vollsperrung des Bahnhofs im März 2023 stattfinden.

## Anlagen

### Empfangsgebäude

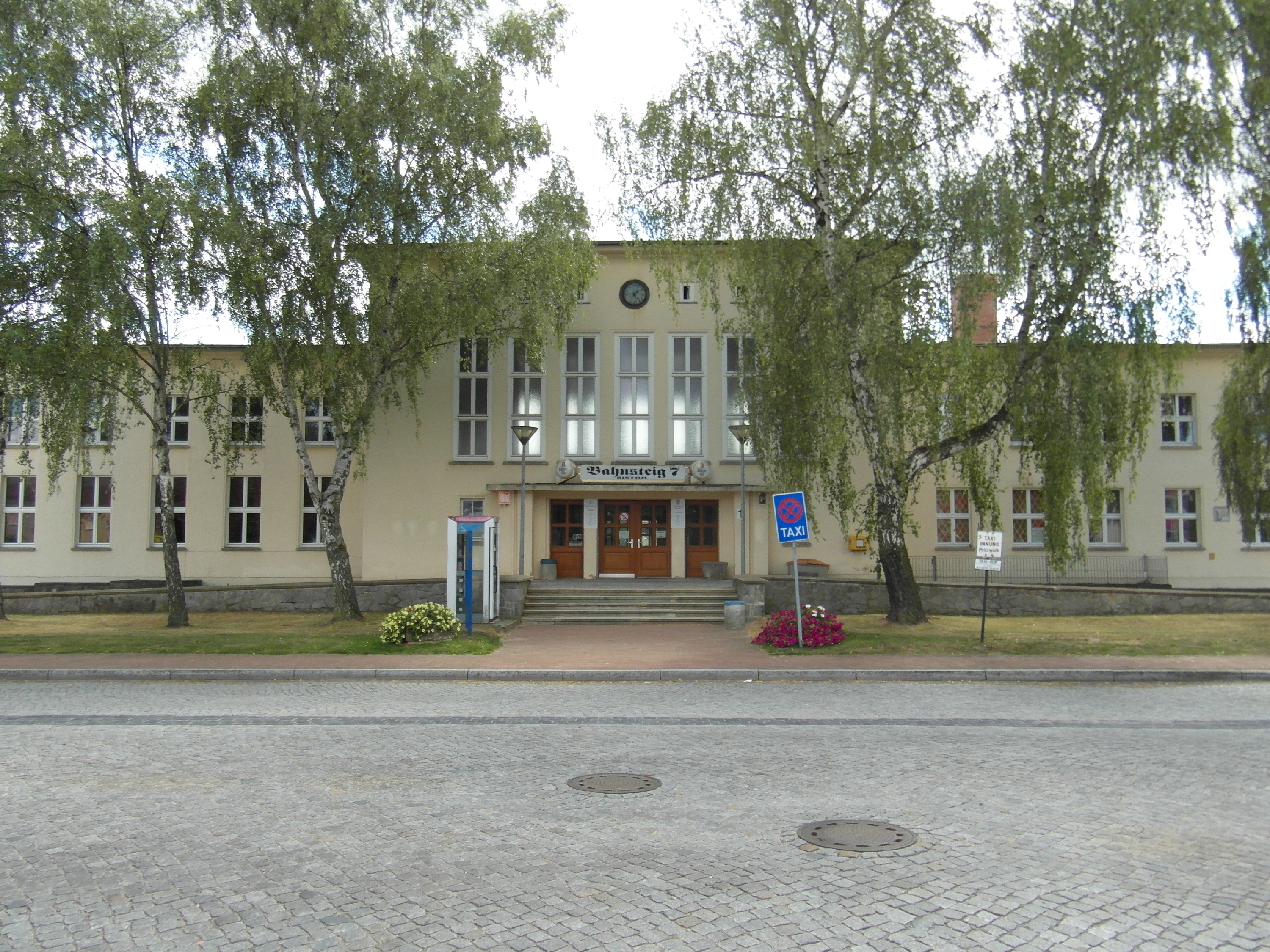
Empfangsgebäude (Straßenseite)

Das 1955 eröffnete Empfangsgebäude ist ein 17-achsiger, zweistöckiger (teilweise dreistöckiger) verputzter Ziegelbau. Es entstand nicht an der Stelle des zerstörten Gebäudes, sondern nördlich davon im deutlichen Abstand zu den Gleisanlagen. Im zentralen Teil befindet sich eine Empfangshalle mit einer monumentalen Empore „aus Pfeilern und Geländer“ an der Straßenseite. Das Gebäude wurde im Jahr 2012 von der Stadt Pritzwalk erworben und bis 2014 saniert. Ein Teil wird von der Polizei genutzt, außerdem gibt es im Gebäude eine Verkaufsstelle der Hanseatischen Eisenbahn und Räume, die von einem Modelleisenbahnverein genutzt werden.

### Bahnsteige und Gleise

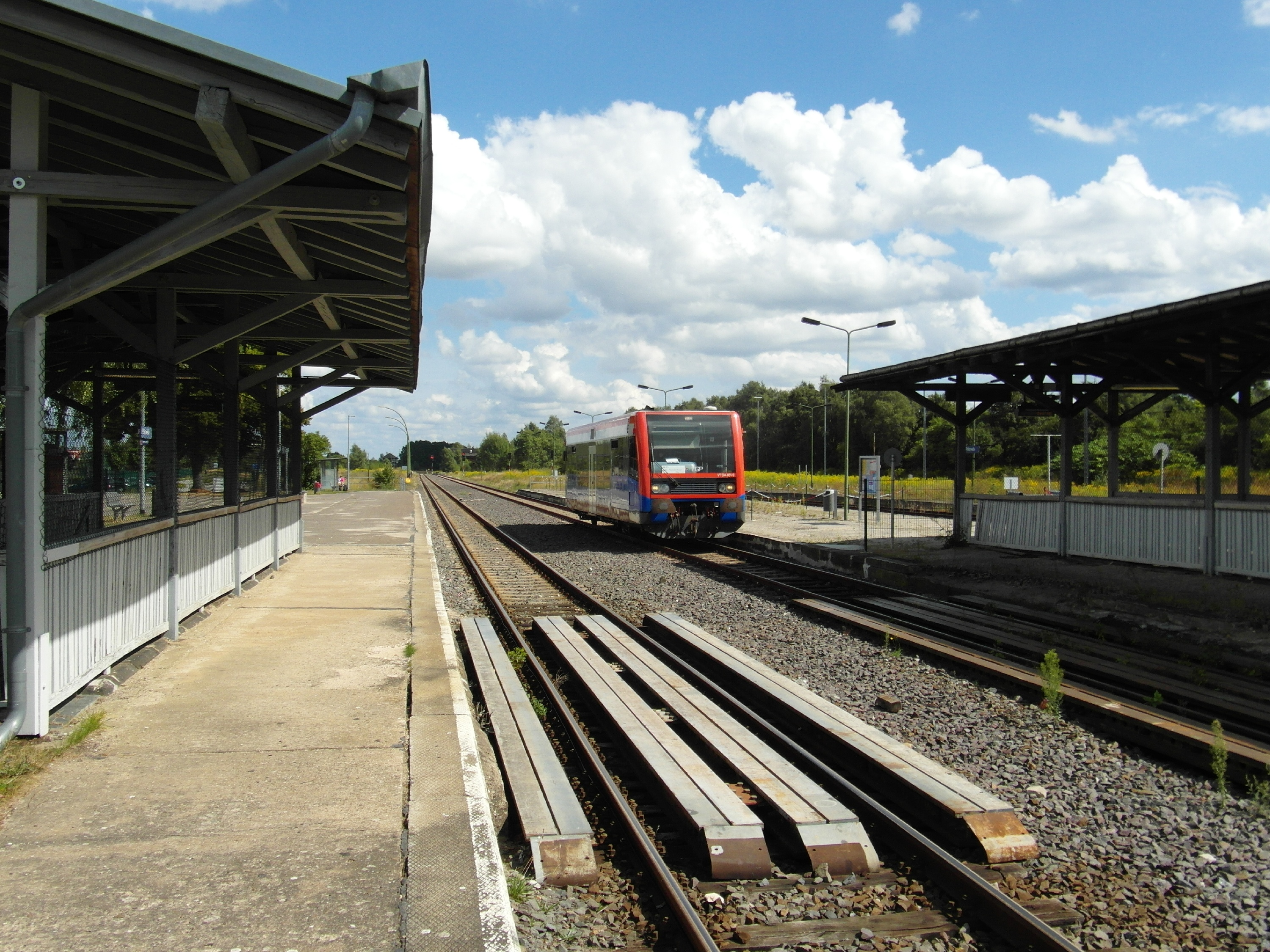
Bahnsteige mit Tunnelüberdachung (2013)

Ursprünglich besaß der Bahnhof einen Hausbahnsteig (Gleis 1) und zwei Mittelbahnsteige mit insgesamt fünf Bahnsteigkanten (Gleis 2/3 bzw. 4/5), die mit einem Fußgängertunnel verbunden waren. Hinzu kommt ein separater Bahnsteig (1Pu) an einem Kopfgleis westlich des Hausbahnsteigs für die Züge nach Putlitz, sowie einige Abstellgleise für die Kleinbahnzüge. In diesem Bereich etwas nördlich der Putlitzer Gleise befanden sich auch die Anlagen der Schmalspurbahn. Südlich der Bahnsteiggleise gibt es noch Gleise für den durchgehenden Güterverkehr, die zu DDR-Zeiten errichtet worden sind. Verbindungsgleise aus Richtung Wittenberge und Karow kreuzen dabei die Einfahrtgleise aus Richtung Neustadt bzw. Wittstock zu den Personenbahnsteigen.
Der südliche Mittelbahnsteig ging außer Betrieb und wurde entfernt. 2014/15 wurden die verbliebenen Bahnsteige saniert und dabei ein Stück vom Verbindungstunnel entfernt neu aufgebaut. Die hölzerne Bahnsteigüberdachung des Mittelbahnsteiges wurde entfernt; nur am Hausbahnsteig ist noch die Überdachung vorhanden.

### Wasserturm

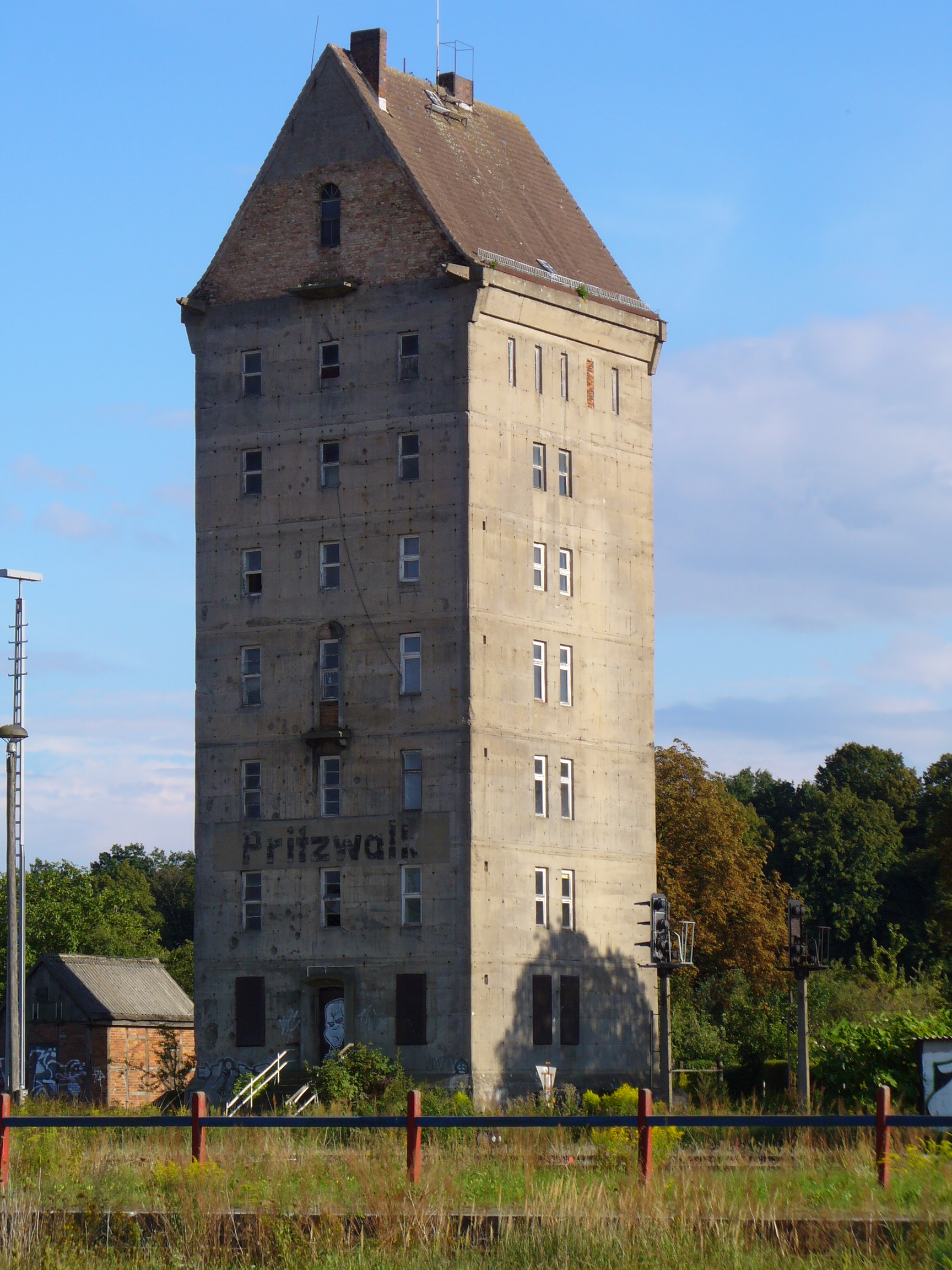
Wasserturm des Bahnhofs Pritzwalk

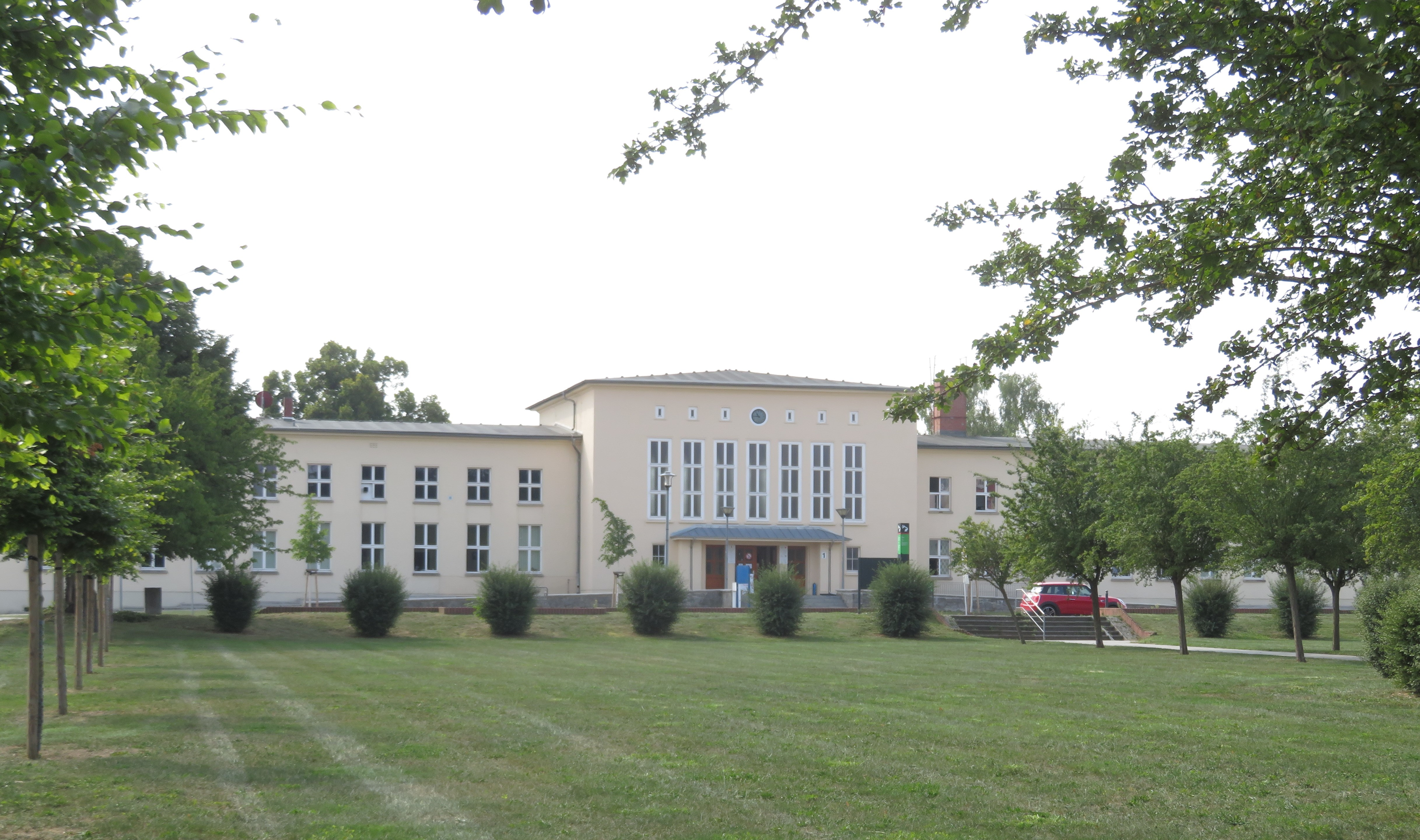
Bahnhof Pritzwalk 2022

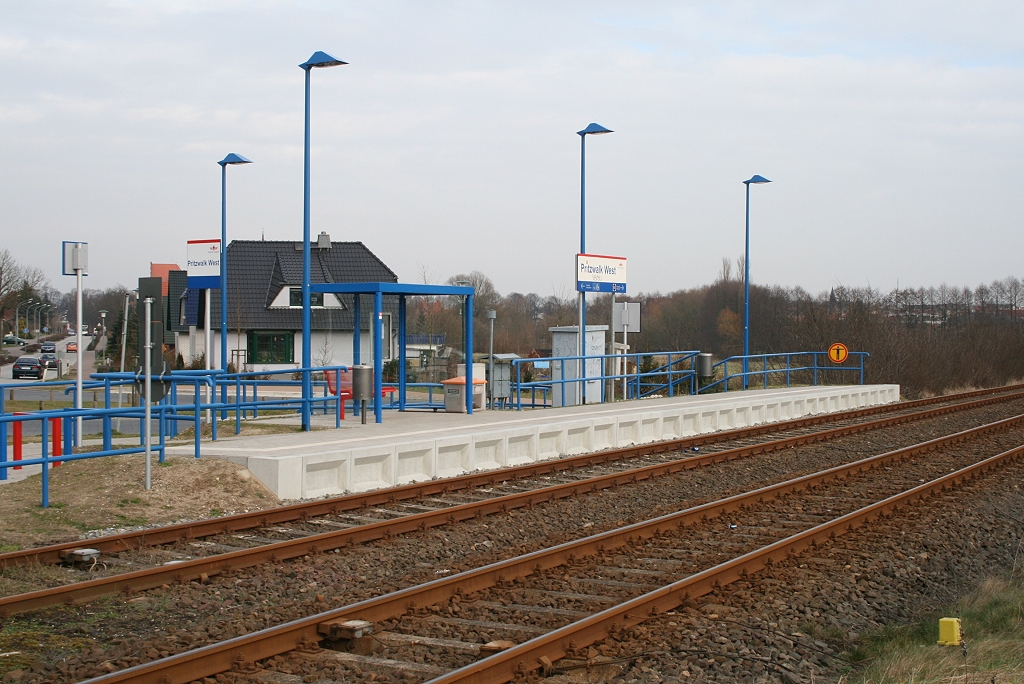
Haltepunkt Pritzwalk-West

Der Wasserturm liegt auf der Südseite der Gleisanlagen. Er entstand Ende der 1930er Jahre und ist ein Turm mit sieben Geschossen, über denen sich im Satteldach zwei Dachgeschosses befinden, in denen sich der nach oben offene Wasserbehälter befand. In den darunterliegenden Geschossen befanden sich Wohnräume. Seit den 1990er Jahren steht der Turm leer.
Laut Denkmalbegründung ist der Turm „ein besonders charakteristisches und aussagekräftiges Beispiel für die Architektur des Nationalsozialismus“. Dies gilt sowohl für das Material, Stahlbeton, als auch die „klobige, Haltbarkeit und absoluten Machtanspruch ausdrückende Formensprache“, dazu zählen die „wie Führerbalkone wirkende Austritte“. Die „bunkerähnliche Ausführung“ stünde der Militärarchitektur jener Zeit nahe.

### Lokschuppen
Der denkmalgeschützte Lokschuppen der Ostprignitzer Kreisbahnen liegt am westlichen Rand des Bahnhofsareals an der Hagenstraße. Es ist ein eingeschossiger verputzter Fachwerkbau von 1909 und beinhaltete eine Schmiedewerkstatt und eine Wasserstation.

### Umfeld
Vor dem Bahnhof befindet sich der örtliche Busbahnhof. Der Vorplatz soll bis März 2020 neugestaltet werden. Es sind fünf Bushaltestellen, 48 Fahrrad-Abstellplätze und 23 Pkw-Parkplätze sowie Grünflächen vorgesehen, weiterhin sollen die Bahnhofszugänge erneuert werden. Die Kosten werden auf 1,3 Millionen Euro veranschlagt, von denen der Europäische Fonds für regionale Entwicklung rund 970.000 Euro trägt.
Die Wohnbebauung in der Umgebung des Bahnhofs stammt aufgrund der Zerstörung des Gebietes 1945 überwiegend aus der Nachkriegszeit. In einer Grünanlage nördlich des Bahnhofs wurde ein, heute ebenfalls auf der Denkmalliste stehender, Gedenkstein für die Opfer der Explosionskatastrophe von 1945 errichtet.

## Verkehrsanbindung
Der Bahnhof wird von folgenden Regionalverkehrslinien bedient:
| Linie                    | Linienverlauf | Takt (min)                                  | EVU                    |
| ------------------------ | --- | ------------------------------------------- | ---------------------- |
| RE 6                     | Wittenberge – Perleberg – Pritzwalk – Wittstock (Dosse) – Neuruppin – Kremmen – Velten (Mark) – Hennigsdorf (b Berlin) – Falkensee – Berlin-Spandau – Berlin-Charlottenburg | 60                                          | DB Regio Nordost       |
| RB 73                    | Pritzwalk – Kyritz – Neustadt (Dosse) | vier Zugpaare (Mo–Fr) drei Zugpaare (Sa–So) | Hanseatische Eisenbahn |
| RB 74                    | (Pritzwalk West –) Pritzwalk – Meyenburg | fünf Zugpaare (Mo–Fr) drei Zugpaare (Sa–So) | Hanseatische Eisenbahn |
| Stand: 15. Dezember 2024 | |                                             |                        |

Saisonal fahren die Züge der RB 74 am Wochenende im Ausflugsverkehr weiter bis Plau am See.